# Турек
Ту́рек (пол. Turek) — місто в центральній Польщі.
Турек є адміністративним центром Турецького повіту, що включає 9 ґмін, 210 сіл і відноситься до Великопольського воєводства.

## З недавньої історії
У 1999 році розпочалися роботи над гербом міста. Використавши дані Польського центру геральдики та Фонду польських традицій, було спроектовано герб та прапор Туреку, який був прийнятий 15 березня 2000 року.
8 червня 2003 року в місті, як і по всій Польщі, відбувся важливий у історії країни референдум «Чи бути Польщі часткою Євросоюзу ?», що підтвердив волю поляків до входження до Євросоюзу (від 1 травня 2004 року).
На честь входження Польщі до Євросоюзу в центрі міста було встановлено спільний прапор і пам'ятну дошку з написом «Ми в Євросоюзі». Неподалік від цього пам'ятного знаку стоїть меморіальний дороговказ з напрямками та відстаннями до міст-побратимів Турека, зокрема й українського міста Дунаївці на Хмельниччині.

## Демографія
Демографічна структура станом на 31 березня 2011 року:
|          | Загалом | Допрацездатний вік | Працездатний вік | Постпрацездатний вік |
| -------- | ------- | ------------------ | ---------------- | -------------------- |
| Чоловіки | 13803   | 2594               | 9716             | 1493                 |
| Жінки    | 15256   | 2480               | 9229             | 3547                 |
| Разом    | 29059   | 5074               | 18945            | 5040                 |

Територія міста становить 1 616 га.
Структура зайнятості населення (середина 2000-х років):
- 57 % — робітники промисловості;
- 22 % — робітники сфери обслуговування;
- 21 % — робітники бюджетної сфери.

## Економіка: промисловість, торгівля, зв'язок

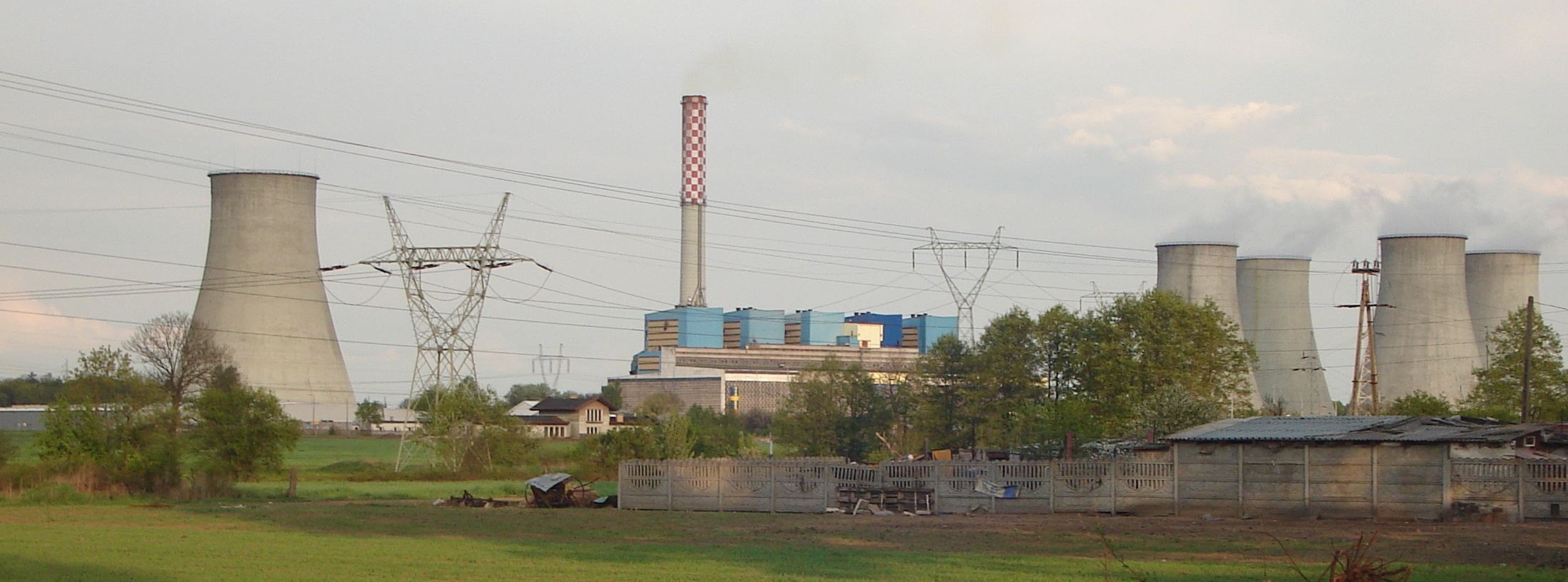
ТЕС «Адамув»

Найбільші підприємства міста:
- — Шахта «Адамув» — видобуток вугілля;
- — ТЕС «Адамув» — вироблення електроенергії;
- — «Profi» — виготовлення офісних меблів;
- — «Stoltur» — теслярські роботи;
- — «Miranda» — виробництво тканин.

В Туреку діє кілька підприємств, інвестованих іноземним капіталом:
- — Маслозавод «Турек» — виробляє сири, молоко та інші молочні вироби, фірма з французьким капіталом. У наш час[коли?] це підприємство є найбільшим виробником пліснявих сирів в Польщі.
- — Об'єднане підприємство «Knopf Polska» — виробляє меблеві ручки і кравецьке обладнання, фірма з німецьким капіталом.
- — «Holland» — виробництво сталевих труб, приладів і трубних профілей, фірма з німецьким капіталом.

2003 року при Ту́рецькій Промисловій Палаті був заснований Центр Підтримки Підприємницької Діяльності, в тому ж році була створена Ту́рецька Інвестиційна Зона «Дешева енергія», яка завдяки безпосередній близькості до ТЕС «Адамув» використовує дешеву електроенергію, ціна якої в середньому нижча на 25 % відносно її пересічної вартості у воєводстві.
У місті працює 500 торговельних підприємств, 7 АЗС, 3 поштових відділення, 5 готелів та розгалужена система підприємств громадського харчування.
В Туреку станом на середину 2000-х років діяла телефонна система на 9877 абонентів.

## Соціальна сфера
Керівництво міста звертає особливу увагу на комунальне господарство — зокрема, практично на 100 % проведено каналізацію, водопостачання, ремонтуються нові й будуються дороги, чимало коштів витрачається на газифікацію і озеленення міста. Відтак, видатки міського бюджету у цю галузь склали від 4,6 % у 1990 році до 33 % у 2003 році.
Завдяки впровадженню в Польщі системи соціального страхування, населення міста отримує якісну медичну допомогу у лікарнях, які забезпечуються за рахунок Фонду медичного страхування та у приватних медичних закладах.

## Освіта і культура
Видатки на освіту в Туреку станом на середину 2000-х років складали до третини б'юджету міста — показник реалізації Польщею програм випереджаючого розвитку освіти, як основного рушія НТР і НТП у сучасному світі. Системою міських навчальних закладів у вказаний період було охоплено близько 5 000 дітей та підлітків.

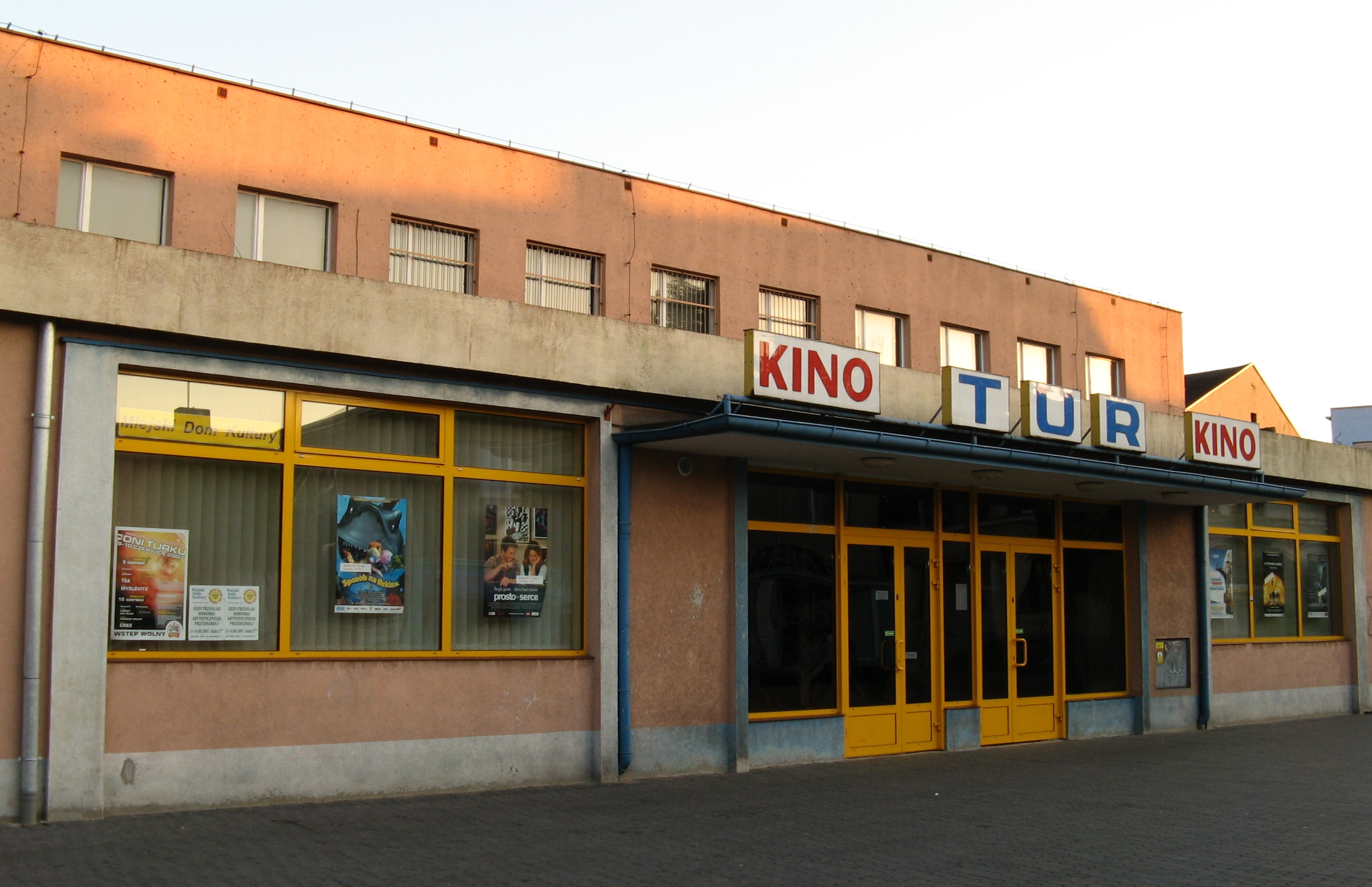
Кінотеатр «Тур»

Головний осередок культури Турека — міський будинок культури, який постійно влаштовує різноманітні акції, виставки, вистави, інші заходи.
Інші заклади культури Турека:
- 4 бібліотеки, які відвідують понад 4 000 читачів;
- кінотеатр «Тур» з глядацькою залою на 300 місць.

## Міста-побратими
- Türklerd, Туреччина (2005)[4]
- Брандіс-над-Лабем-Стара-Болеслав, Чехія (2019)[4]
- Вісмор, Німеччина (2002)[4]
- Дунаївці, Україна (2005)[4]
- Ровінарі, Румунія (2008)[4]
- Унеюв, Республіка Польща (2009)[5][4]

## Відомі люди
- Іренеуш Буковецький — польський легкоатлет, тренер року—2014 Вармінсько-Мазурського воєводства[6] серед юнаків[7] батько і тренер рекордсмена світу зі штовхання ядра серед юніорів Конрада Буковецького[8]; народився тут[9].